# Bright Eyes (banda)
Bright Eyes é uma banda estadunidense de indie rock fundada pelo compositor e guitarrista Conor Oberst. É formada por Oberst, pelo produtor e multi-instrumentista Mike Mogis, pelo trompetista e pianista Nate Walcott e vários colaboradores rotativos, vindos principalmente do cenário musical indie de Omaha.
A gravadora Saddle Creek Records, o selo oficial da banda, foi fundada por Conor e seu irmão Justin Oberst e distribuído pela Sony. Em 2004, os singles "Lua" e "Take It Easy (Love Nothing)" chegou aos dois primeiros lugares do Hot 100 Singles Sales da Billboard nas duas semanas de seus lançamentos simultâneos.

## História

### Primeiros anos (1995-1997)
Um dos fundadores de Commander Venus, que saiu em 1997, o guitarrista e vocalista Conor Oberst, focou-se em seu novo projeto, Bright Eyes. O nome da banda vem do filme clássico Planeta dos Macacos, onde Dr. Zira chama George Taylor de "bright eyes" (olhos brilhantes, em tradução literal), de forma carinhosa. Em 1998, lançou 20 das músicas que tinha guardado para o primeiro álbum oficial, chamado de A Collection of Songs Written and Recorded 1995-1997.
O álbum começa com experimentos de instrumentos como a caixa de ritmos e teclados. Seu som varia desde batidas de vocais até melodias de guitarra acústica e sintetizadores instrumentais estilo techno. A reação da crítica foi negativa, com a Allmusic dizendo que muitos dos sons se "fragmentam de forma que seus vocais são reduzidos a gaguejos inteligíveis de uma criança. Qualquer equilíbrio na música mantido até esse ponto, apesar de já frágil, é perdido e então, mais do que provável, o ouvinte também."

### Letting Off the Happiness(1998)
No dia dois de novembro de 1998, a Saddle Creek lançou Letting Off the Happiness, um álbum de dez músicas mais claras e concentradas que seu antecessor. De acordo com as notas de lançamento da gravadora, há participantes das bandas Lullaby for the Working Class, Neutral Milk Hotel, and of Montreal. Neely Jenkins, companheiro de banda do Park Ave. também contribuiu nos vocais. Foi gravado principalmente pela família de Oberst, residentes em Omaha, num magnetofone de bobina aberta de oito trilhas, na qual foi feita uma edição final pelo tecladista Andy Lemasters. Apesar de quase todas as músicas serem tocas pela banda inteira, "June on the West Coast" foi feita apenas com guitarra acústica e vocais. "Padraic My Prince" relata uma dramática morte fictícia de seu irmão bebê, uma história com uma infinidade de símbolos históricos. Oberst fica a música em "Cartoon Blues", em Four Winds.

### Every Day and Every NightEP (1999)
Em novembro de 1999, foi lançado o quinto EP: Every Day and Every Night. incluindo as músicas "Neely O'Hara" e "A Perfect Sonnet".

### Fevers and Mirrors(2000)
Em 2000, Bright Eyes lançou Fevers and Mirrors, com novos instrumentos como flauta, piano e acordeão. No fim da música "An Attempt to Tip the Scales", há uma simulação de entrevista de rádio onde Todd Fink do The Faint passa uma sensação de ser Oberst enquanto lê um script que Oberst escreveu. Na entrevista, o falso Oberst apresenta uma estranha e contraditória explicação de sua atitude em relação a sua música. Ele reconhece as críticas feitas das letras de suas músicas como exageradas e hipócritas, que tinham começado a aparecer desde que a popularidade de sua banda havia aumentado. Mas responde dizendo que as letras são para interpretação pessoal. Oberst mais tarde comenta que "Foi uma maneira de zombar de nós mesmos, porque a gravação estava deprimente. Quero dizer, isso é parte de quem sou, mas eu também gosto de rir."

## Membros
Os membros permanentes são:
- Conor Oberst – vocais, guitarra, teclado, baixo
- Mike Mogis – banjo, bandolim, pedal steel, guitarra elétrica
- Nate Walcott – órgão, trompete, acordeão, keytar

Entretanto, os três colaboram com outros artistas que são creditados nos lançamentos e apresentações da banda. Alguns artistas creditados são:
- Shane Aspegren[10]
- Clark Baechle[10]
- Kevin Barnes[11]
- Jake Bellows[12]
- Z Berg [carece de fontes?]
- Dan Bitney[13]
- Jason Boesel[14]
- Gretta Cohn[10]
- Jonathan Crawford[13]
- Britt Daniel[8]
- Stefanie Drootin[15]
- Sabrina Duim[16]
- Sherri DuPree[14]
- Stacy DuPree[14]
- Aaron Druery [carece de fontes?]
- Orenda Fink [carece de fontes?]
- Todd Fink[7]
- Margret Fish[17]
- Jordan Fish[17]
- Jason Flatowicz[17]
- Matt Focht[17]
- Cory Greenwood[14]
- Emmylou Harris[14][18]
- Jesse Harris[carece de fontes?]
- Jim James[18]
- Neely Jenkins [carece de fontes?]
- Simon Joyner [carece de fontes?]
- Ben McKee [carece de fontes?]
- Tim Kasher [carece de fontes?]
- Joe Knapp[11]
- Tiffany Kowalski[17]
- Ben Kweller[8]
- Jiha Lee[17]
- Andy LeMaster[11][19]
- Clay Leverett [carece de fontes?]
- Jenny Lewis[8][17]
- Matt Maginn[11]
- John McEntire[14]
- Alex McManus[17]
- Eden O'Brien-Butcher [carece de fontes?]
- Matthew Olsen [carece de fontes?]
- Anton Patzner[10]
- Steve Pedersen [carece de fontes?]
- David Rawlings[8][14]
- Clint Schnase [carece de fontes?]
- Casey Scott [carece de fontes?]
- Blake Sennett [carece de fontes?]
- Ted Stevens [carece de fontes?]
- Jimmy Tamborello[18]
- Macy Taylor [carece de fontes?]
- Maria Taylor[14]
- M. Ward[17][20]
- Janet Weiss[14]
- Gillian Welch[8][14]
- Nick White [carece de fontes?]
- Jamie Pressnall [carece de fontes?]
- Rachael Yamagata[14]
- Nick Zinner[10]
- Cody James Stilfield[10]

## Discografia

### Álbuns de estúdio
- A Collection of Songs Written and Recorded 1995–1997 (1998)
- Letting Off the Happiness (1998)
- Fevers and Mirrors (2000)
- Lifted or The Story Is in the Soil, Keep Your Ear to the Ground (2002)
- A Christmas Album (2002)
- I'm Wide Awake, It's Morning (2005)
- Digital Ash in a Digital Urn (2005)
- Noise Floor (Rarities: 1998–2005) (2006)
- Cassadaga (2007)
- The People's Key (2011)

### EPs
- Every Day and Every Night (1999)
- Don't Be Frightened of Turning the Page (2001)
- There Is No Beginning to the Story (2002)
- One Jug Of Wine, Two Vessels (2004/2010) - Com Neva Dinova
- Lua (2004)
- Four Winds (2007)
- Singularity (2011)
- Live Recordings (2011)